# Sydney Hilley
Sydney Hilley (24 luglio 1998) è una pallavolista statunitense, palleggiatrice delle Indy Ignite.

## Carriera

### Club
La carriera di Sydney Hilley inizia all'età di sette anni, quando muove i primi passi a livello giovanile con il Minnesota Select; in seguito disputa parallelamente i tornei scolastici con la Champlin Park HS. Dopo il diploma entra a far parte della formazione universitaria della Wisconsin, dove disputa la NCAA Division I dal 2017 al 2021: durante la militanza con le Badgers riceve diversi riconoscimenti individuali e disputa due finali nazionali, perdendo quella del 2019 contro la Stanford e aggiudicandosi quella del 2021 contro la Nebraska.
Fa il suo debutto da professionista a Porto Rico con le Atenienses de Manatí, disputando la Liga de Voleibol Superior Femenino 2022; in seguito torna in patria, dove disputa prima l'Exhibition Tour e l'edizione 2023 dell'Athletes Unlimited e poi la Pro Volleyball Federation 2024, indossando la maglia delle Omaha Supernovas, con cui vince lo scudetto e viene premiata come MVP dei play-off.
Partecipa poi alla quarta edizione dell'Athletes Unlimited, prima di passare alle neonate Indy Ignite per la Pro Volleyball Federation 2025, venendo premiata come miglior palleggiatrice e inserita nell'All-PVF First Team.

### Nazionale
Fa parte delle selezioni giovanili statunitensi, vincendo la medaglia d'argento al campionato mondiale under 18 2015 e al campionato nordamericano under 20 2016.
Nel 2023 fa il suo debutto nella nazionale statunitense, mettendo al collo la medaglia di bronzo alla Coppa panamericana e l'oro alla NORCECA Final Six.

## Palmarès

### Club
- NCAA Division I: 1

2021
- PVF: 1

2024

### Nazionale (competizioni minori)
- Campionato mondiale under 18 2015
- Campionato nordamericano under 20 2016
- Coppa panamericana 2023
- NORCECA Final Six 2023

### Premi individuali
- 2018 - All-America Second Team
- 2019 - All-America First Team
- 2019 - NCAA Division I: Madison Regional All-Tournament Team
- 2020 - All-America First Team
- 2021 - All-America First Team
- 2021 - NCAA Division I: Madison Regional MVP
- 2021 - NCAA Division I: Columbus National All-Tournament Team
- 2024 - Pro Volleyball Federation: MVP dei play-off
- 2025 - Pro Volleyball Federation: Miglior palleggiatrice
- 2025 - Pro Volleyball Federation: All-PVF First Team